# 斯坦頓斯堡鎮區 (北卡羅萊納州威爾遜縣)
斯坦頓斯堡鎮區（英語：Stantonsburg Township）是位於美國北卡羅萊納州威爾遜縣的一個鎮區。

## 地方資料
斯坦頓斯堡鎮區的面積為62.41平方千米，皆為陸地。根據2020年美國人口普查的數據，當地共有人口2087人，而人口密度為每平方千米33.44人。